# 아이패드 에어 (3세대)
아이패드 에어(iPad Air)는 애플이 디자인, 제조 및 판매한 태블릿 컴퓨터이자 아이패드 에어 시리즈의 세번째 제품이다. 아이패드 미니 (5세대)와 함께 2019년 3월 18일 처음 공개되었다. 아이패드 에어 2와 유사한 외형을 가지고 있으나 애플 A12 바이오닉 칩셋 및 10.5인치 레티나 디스플레이를 탑재하였고, 1세대 애플 펜슬과 블루투스 5.0, 더 빠른 메모리(LPDDR4X)를 지원한다.
2020년 9월 15일, 아이패드 에어 (2020)의 발표와 함께 판매가 종료되었다.

## 기능

### 하드웨어
3세대 아이패드 에어는 기존 1.2MP에서 업그레이드 된 7MP 전면 카메라(아이폰 7 ~ 아이폰 XS까지의 제품에 사용)를 탑재하였다. 하지만 후면 카메라는 변화 없이 8MP 카메라를 그대로 사용한다.
3세대 아이패드 에어는 2.49GHz, 6개 코어를 채용한 애플 A12 바이오닉 프로세서를 탑재하였다. 이 덕분에 기존의 아이패드 에어 2에 탑재되었던 애플 A8X(1.5GHz, 3개 코어) 대비 66% 빠른 클럭 속도를 자랑한다. 또한 3세대 아이패드 에어는 트루톤 디스플레이를 사용하여 주변의 빛, 환경 변화에 사용자가 더 빨리 적응할 수 있도록 도와주며 P3 색영역을 사용하여 화사한 색상을 제공한다.
2019년 버전의 아이패드 에어는 라이트닝 포트와 3.5mm 이어폰 잭을 유지하며 기존 대비 향상된 30.2 Wh의 배터리를 가지고 있다. 애플이 주장하는 바에 따르면 이 배터리는 10시간의 사용시간을 제공한다.

## 평가
3세대 아이패드는 긍정적인 평가를 차지하였고, 개선된 스크린은 많은 호응을 불러 일으켰으며 스마트 키보드 케이스와 빨라진 SoC는 소비자 만족도를 높였다. 하지만 1세대 애플 펜슬만을 지원한다는 점, 2017년 발표된 아이패드 프로의 디자인을 사용하면서도 스테레오 스피커의 수는 4개에서 2개로 줄어든 점, HDR 기능에 대한 추가적인 업데이트가 제공되지 않는 점이 아이패드 프로와의 차별점으로 알려졌다.

## 타임라인
Macworld에 의하면, 애플 제품들은 1 GB = 1GiB (10억 바이트)라는 계산을 적용한다고 한다. 즉슨, 16, 32, 64, 128 GB 저장용량을 가진 모델들은 각각 14.9, 29.8, 59,6, 119,2 GiB의 저장용량을 보유한다는 뜻이다. 하지만 기본 앱과 OS가 일부 저장용량을 차지하므로 사용자가 실제 사용 가능한 용량은 더 감소한 14.9, 29.8, 59.6, 119.2 GiB가 된다.